# (6453) 1991 NY
(6453) 1991 NY (1991 NY, 1950 QF1, 1979 WT1, 1987 SF30, 1987 SG23) — астероїд головного поясу, відкритий 13 липня 1991 року.
Тіссеранів параметр щодо Юпітера — 3,354.